# Даме
 Тази статия е за града в Белгия.  За битката през 1213 г. вижте Даме (битка).  
Даме (на нидерландски: Damme) е град в Белгия, провинция Западна Фландрия, разположен на 6 km североизточно от Брюге. Населението на общината е около 11 000 души (2006).
През 13 век Даме е пристанище, обслужващо близкия център Брюге. Той е свързан с Брюге със съществуващия и днес канал Дамсе Ваарт, който продължава до Слаус в устието на Схелде. В близост до града се провежда битката при Даме на 30 май 1213. От края на 20 век Даме става известен с многобройните книжарници и редовните панаири на книгата.
Известни жители на Даме са Якоб ван Маарлант, поет и градски писар до смъртта си около 1300, и Карел Верлейе, съосновател на Европейския колеж в Брюге, починал в Даме през 2002.

## Други
- В романа на Шарл де Костер Даме е родното място на Тил Уленшпигел